# Oostenrijk op het Eurovisiesongfestival 2020
Oostenrijk zou deelnemen aan het Eurovisiesongfestival 2020 in Rotterdam, Nederland. Het zou de 53ste deelname van het land aan het Eurovisiesongfestival geweest zijn. ORF was verantwoordelijk voor de Oostenrijkse bijdrage voor de editie van 2020.

## Selectieprocedure
Op 13 december 2019 maakte de Oostenrijkse omroep bekend dat zanger Vincent Bueno het uptempolied Alive ten gehore brengen zou gaan brengen in Rotterdam. Net als voorgaande jaren werden zowel de artiest als het lied via een interne selectie gekozen. Het nummer zelf werd pas op 5 maart 2020 gepresenteerd aan het grote publiek.

## In Rotterdam
Oostenrijk zou aantreden in de eerste helft van de tweede halve finale, op donderdag 14 mei 2020. Het Eurovisiesongfestival 2020 werd evenwel geannuleerd vanwege de COVID-19-pandemie.
1957 · 1958 · 1959 · 1960 · 1961 · 1962 · 1963 · 1964 · 1965 · 1966 · 1967 · 1968 · 1969-1970 · 1971 · 1972 · 1973-1975 · 1976 · 1977 · 1978 · 1979 · 1980 · 1981 · 1982 · 1983 · 1984 · 1985 · 1986 · 1987 · 1988 · 1989 · 1990 · 1991 · 1992 · 1993 · 1994 · 1995 · 1996 · 1997 · 1998 · 1999 · 2000 · 2001 · 2002 · 2003 · 2004 · 2005 · 2006 · 2007 · 2008-2010 · 2011 · 2012 · 2013 · 2014 · 2015 · 2016 · 2017 · 2018 · 2019 · 2020 · 2021 · 2022 · 2023 · 2024 · 2025
Albanië · Armenië · Australië · Azerbeidzjan · België · Bulgarije · Cyprus · Denemarken · Duitsland · Estland · Finland · Frankrijk · Georgië · Griekenland · Ierland · IJsland · Israël · Italië · Kroatië · Letland · Litouwen · Malta · Moldavië · Nederland · Noord-Macedonië · Noorwegen · Oekraïne · Oostenrijk · Polen · Portugal · Roemenië · Rusland · San Marino · Servië · Slovenië · Spanje · Tsjechië · Verenigd Koninkrijk · Wit-Rusland · Zweden · Zwitserland